# Ковач, Иштван (юрист)
Иштван Ковач (21 сентября 1921, Ньирбатор, Королевство Венгрия — 29 ноября 1990, Будапешт) — венгерский учёный, юрист, педагог, депутат Национального собрания Венгрии.
Специалист по конституционному праву, доктор политологии и юридических наук (1943). Член Венгерской академии наук.

## Биография
С 1939 года изучал право в Дебреценском университете. В 1943—1944 годах работал юристом в Мукачево. В 1945 году работал в секретариате Министерства благосостояния Временного национального правительства. В 1949 году переведен в Министерство внутренних дел, где до 1951 года возглавлял Департамент исследований в качестве советника министра.
С 1950 года до своей смерти преподавал на факультете государственного права Университета в Сегеде. С 1950 по 1990 год возглавлял факультет государственного права Сегедского университета.
В 1980—1990 годах — директор Института государства и права Венгерской академии наук.
В 1965 году был избран членом-корреспондентом Венгерской академии наук, в 1976 году стал действительным членом академии. С 1980 года — действительный член Международной академии сравнительного права в Париже один из основателей Международной академии права в Тунисе с 1982 года и Международной школы государственного управления в Брюсселе. Президент Административного института международных наук (1980 −1986).
Член Независимой партии мелких хозяев Венгрии. Избирался в 1945—1949 годах депутатом в Национальное собрание Венгрии.
В 1963 году награждён премией Венгерской академии наук за работу в области государственного и конституционного права.
Похоронен на кладбище Фаркашрети.

## Научная деятельность
Научные интересы И. Ковача были в первую очередь сосредоточены на изучении теоретических основ и исторического развития конституционной концепции. Его внимание было распространено практически на все области конституционного права : он изучал функционирование системы представительства и демократических институтов, основные права человека и гражданина и их конституционные гарантии, организацию государственной и местной администрации, конституционные основы этих органов, систему отношений между обществом, политикой, экономикой и конституцией.

## Избранные труды
- Кризис буржуазной конституционности. Будапешт, 1953.
- Конституция Венгерской Народной Республики. (в соавт.) Будапешт, 1959.
- Новые элементы развития социалистического государства. Будапешт, 1962.
- Венгерский государственный закон. т. 1. Сегед, 1977.
- Федеральная конституция Советского Союза. Будапешт, 1985.
- Конституции Западной Европы. Будапешт, 1988.
- Разработка конституции Венгерской Народной Республики и новой конституции. Будапешт, 1988.
- Последние конституции Западной Европы. (в соавт.) Будапешт, 1990.